# Grote eikelboorder
De grote eikelboorder (Curculio venosus) is een kever behorend tot de snuitkevers.

## Kenmerken
Volwassen exemplaren zijn 7 tot 9 millimeter lang. De zwartbruine kevers zijn bedekt met lange donkere of geelbruine schubben. Naast de kop, het pronotum en de dekschilden zijn ook de poten dicht geschubd. Langs de dekschildnaad steken schuine borstelharen uit. De achterste femora hebben een puntige, doornvormige tand. Het schildje is witachtig. De antennes zijn roodbruin van kleur. Bij mannen bevinden deze zich aan het einde van het tweede vijfde deel, bij vrouwen achter het midden van de rostrum. Een soortgelijke soort is Curculio pellitus, die te onderscheiden is door de vorm van de tand op de achterpoot.

## Levenswijze
Het vrouwtje boort in de zomer met haar lange snuit een gat in een onrijpe eikel. Hier legt ze 1 tot 2 eieren, waaruit larven komen die zich voeden met de inhoud van de eikel. De larven ontwikkelen zich in de eikels. De larven brengen doorgaans anderhalf jaar, twee overwinteringsperioden, in diapauze door in de grond. Pas dan verpoppen ze en verschijnen ze in het late voorjaar als voltooide kevers. De volwassen exemplaren worden vooral tussen half april en half juli waargenomen. De soort is enigszins warmteminnend en geeft de voorkeur aan lagere hoogten, vaak in gekapte bossen of aan de randen van bossen.

## Waardplant
Hij leeft monofaag op Fagaceae en is onder meer bekend van Quercus faginea, Quercus petraea, Quercus pubescens, Quercus pyrenaica, Quercus robur, Quercus rotundifolia.

## Verspreiding
Curculio venosus is wijdverspreid in Europa. Het voorkomen strekt zich uit van Midden-Zweden, Denemarken en Engeland in het noorden tot het Middellandse Zeegebied. De soort komt ook voor in de Kaukasus, Klein-Azië en het Midden-Oosten, evenals in Noord-Afrika. In Midden-Europa is het wijdverspreid en gebruikelijk in alle regio's.